# Guido Carandini
Guido Carandini (Roma, 1º giugno 1929 – 29 settembre 2019) è stato un saggista, economista e politico italiano.

## Biografia
Il conte Guido Carandini era il terzo figlio dell'ambasciatore e ministro della Repubblica Nicolò Carandini e di Elena Albertini; aveva tre sorelle, Maria, Margherita e Silvia, e un fratello minore, l'archeologo Andrea. Era cugino di Christopher Lee e bisnipote di Giuseppe Giacosa e veniva soprannominato "Conte Rosso".
Fu imprenditore agricolo nella grande azienda di famiglia a Torre in Pietra, poco fuori Roma, deputato del Pci dal 1976 al 1982 e docente di storia delle dottrine economiche. Nel 1985, con un articolo su Repubblica, si espresse a favore del cambio del nome del Pci (suscitando le proteste di Gian Carlo Pajetta) quattro anni prima che la decisione venisse presa da Achille Occhetto con la Svolta della Bolognina.
Tra il 1996 e il 1997 è stato alla testa degli allevatori, partecipando alle manifestazioni e ai blocchi stradali sull'Aurelia, che protestavano contro le multe date ai produttori di latte che avevano sforato le quote stabilite dall'Unione europea.
Muore all'età di 90 anni nel settembre del 2019.

## Opere
Collaboratore de La Repubblica, tra le sue opere principali sono da ricordare: 
- La struttura economica della società nelle opere di Marx (1973)
- Stato e teorie marxiste (1977)
- La spesa pubblica in Italia, con L. Barca (1977)
- Lavoro e capitale nella teoria di Marx (1979)
- Il nuovo e il futuro (1990)
- Il disordine italiano - I postumi delle ideologie (1990)
- Un altro Marx - Lo scienziato liberato dall'utopia (2005)
- Racconti della civiltà capitalista - Dalla Venezia del 1200 al mondo del 1939 (2012)
- Il secolo curvo della civiltà capitalista (1914-2014) (2014)